# زادگیری دوباره

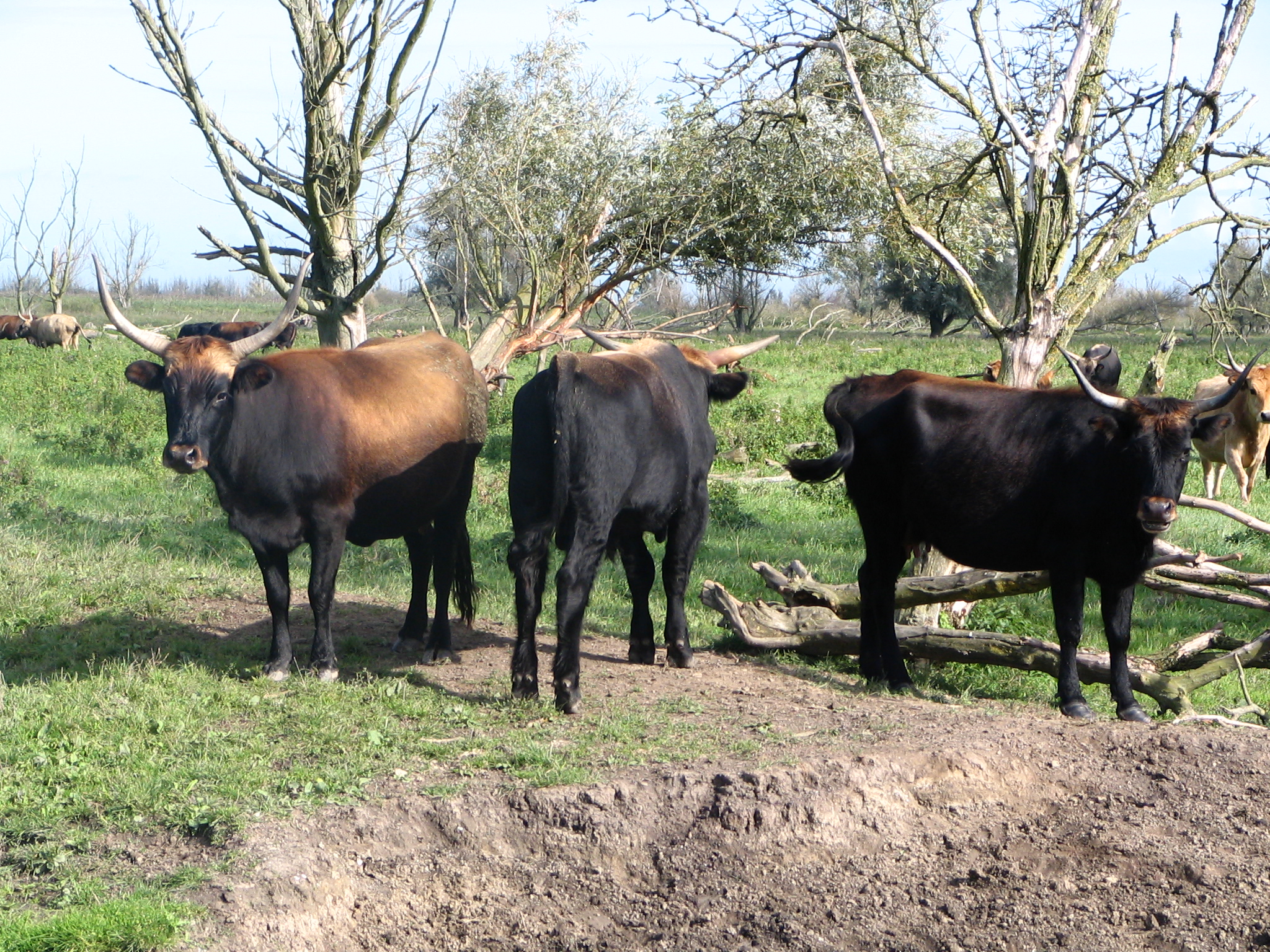
گاوهای هک در دهه ۱۹۲۰ برای شباهت به آئوروچ‌ها پرورش داده شدند.

زادگیری دوباره (به انگلیسی: Breeding back)، نوعی زادگیری گزینشی با پرورش گزینشی عمدی جانوران اهلی (اما نه انحصاری) است، در تلاش برای دستیابی به نژاد جانوری با فنوتیپی که شبیه یکی از اجداد نوع وحشی است، معمولاً نسلی که منقرض شده‌است. زادگیری دوباره را نباید با اهلی‌زدایی اشتباه گرفت.

## نگارخانه

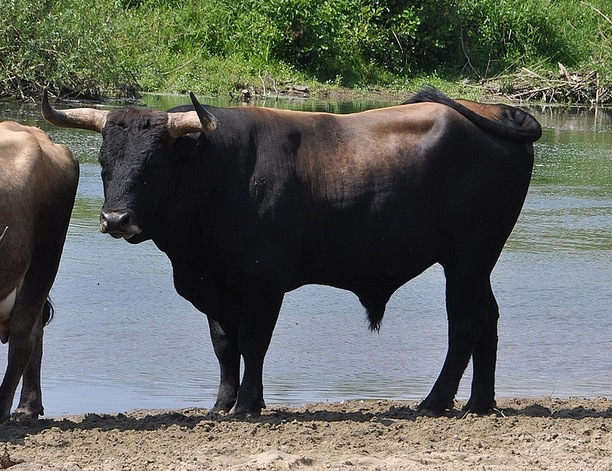
گاو ثور در منطقه حفاظت‌شده لیپو، آلمان
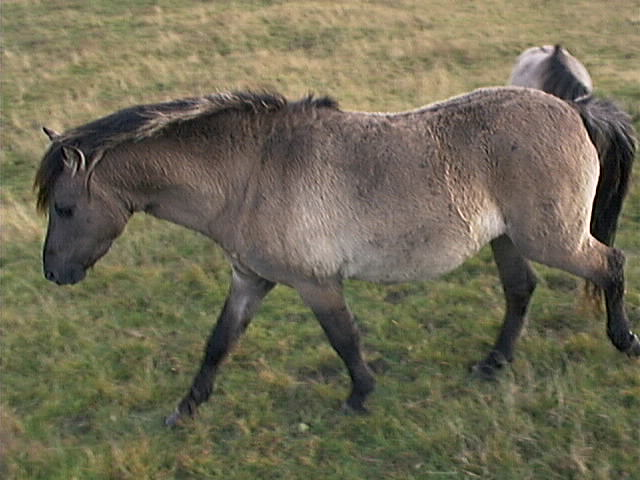
اسب هک در هاسلون آلمان
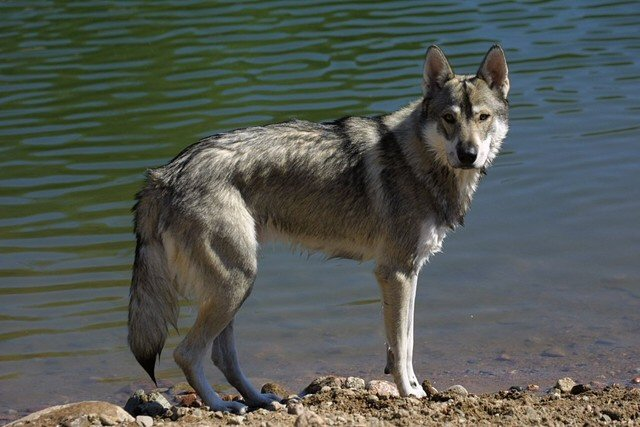
سگ تامسکان که از نظر ریخت‌شناسی بسیار شبیه گرگ است